# Old Yeller klarar allt
Old Yeller klarar allt (engelska: Old Yeller) är en amerikansk långfilm från 1957 i regi av Robert Stevenson, med Dorothy McGuire, Fess Parker, Jeff York och Chuck Connors i rollerna. Filmen är producerad av Walt Disney och baserad på en bok av Fred Gipson.

## Handling
Old Yeller är en av de fulaste hundar man kan se, av blandras, gulaktig till färgen, utan svans och dessutom ouppfostrad.
En dag räddar han nybyggarpojken Travis liv och blir sedan familjens bäste vän och beskyddare.

## Rollista
| Dorothy McGuire  | – Katie Coates   |
| Fess Parker      | – Jim Coates     |
| Jeff York        | – Bud Searcy     |
| Chuck Connors    | – Burn Sanderson |
| Beverly Washburn | – Lisbeth Searcy |
| Tommy Kirk       | – Travis Coates  |
| Kevin Corcoran   | – Arliss Coates  |